# Ipira
Ipira este un oraș în Santa Catarina (SC), Brazilia.